# Periapsis
Periapsis je točka na putanji nekog tijela u kojoj je tijelo najbliže planetu oko kojeg kruži. 
Vidi još:
- apoapsis
- perihel
- perigej.